# Villa Pompei Carlotti
Villa Pompei, Carlotti è una maestosa costruzione settecentesca, situata ad Illasi in via Rimembranza. La villa apparteneva sin dalle origini alla famiglia Pompei ed oggi è di proprietà dei marchesi Carlotti.

## Storia
I Pompei di Illasi erano una famiglia di origine patrizia, la cui presenza nel territorio veronese può essere fatta risalire già all'anno 900. Da quel momento e per molti secoli, i Pompei furono proprietari di gran parte del paese, con possedimenti ad Illasi, Santa Giustina, Arano e Guasparino. Si stabilirono definitivamente nel XV secolo, quando il doge Nicolò Marcello conferì il privilegio dell'immunità perpetua a Giovanni Pompei, come ricompensa per i meriti militari e la lealtà alla Repubblica di Venezia. Più tardi, il Senato Veneto conferì alla famiglia il castello d'Illasi e il titolo di conti del feudo. Sul territorio loro soggetto, i Pompei applicarono la legge con il massimo rigore e fecero sentire costantemente la pressione del proprio potere: rimangono ancora oggi testimonianze scritte di imposizioni illegittime, deviazione di acque a proprio vantaggio, multe, intimidazioni e condanne a scapito dei cittadini. I Pompei furono una delle poche case nobiliari veronesi che si schierarono a favore della Repubblica di S. Marco contro l'avanzata dell'impero asburgico, e proprio in riconoscimento di tale fedeltà e delle gesta militari, ottennero la contea di Illasi. La posizione geografica del feudo era strategica, per due motivi principali: in primo luogo, esso sorgeva sui rilievi prealpini della zona nordorientale di Verona, punto di congiunzione tra la pianura veneta e i domini austriaci; in secondo luogo, era situato al confine tra il territorio veronese e quello veneziano. È necessario ricordare che le famiglie Pompei sono più d'una, ma in realtà sono due i rami che si divisero la giurisdizione sul territorio: i Pompei di S. Paolo in Campo Marzo e i Pompei dell'Isolo di Sotto.  La loro supremazia si estinse con l'età napoleonica, ma il periodo della loro reggenza fu particolarmente maestoso, come testimonia la costruzione di due ville ancora in buono stato di conservazione: la Pompei, Sagramoso e la Pompei, Carlotti.
La villa Pompei, Carlotti si erge maestosa sulla via che porta alla piazza principale del paese, dove hanno sede il comune e la chiesa parrocchiale di San Giorgio.
Sull'architrave del pronao si legge la data MDCCXXXVII, da cui si potrebbe dedurre che la villa fu edificata nel 1737. In realtà, l'edificio risale ad un'epoca precedente e fu costruito in due momenti diversi, come dimostra una lapide che riporta la seguente iscrizione Aedem hanc quam proavus Alexander Pompeius comes lazorum etc dimidiam fecit Alexander Pompeius prenepos in omnes posterorum utilitates intentus totam perfecit A.D. MDCXCI (Questa casa che il proavo Alessandro Pompei, conte di Illasi ecc., fece per metà, il pronipote Alessandro Pompei, col pensiero rivolto a tutti i vantaggi dei posteri, completò per intera nell'anno del Signore 1691). 
Il nucleo primitivo della fabbrica venne iniziato già nel 1600, quando si costruirono i portici e il corpo centrale. Alla fine del secolo, l'edificio venne ampliato dall'architetto Vincenzo Pellesina. Nel 1731 ripresero i lavori per rifare tutta la parte centrale secondo i disegni dell'architetto Alessandro Pompei. L'edificio restò in possesso del ramo di S. Paolo della famiglia Pompei fino alla morte dell'ultimo discendente, Giulio Pompei, avvenuta il 13 agosto 1852. Con testamento stilato nel 1848, egli nominò suo erede universale un parente da parte della nonna Anna Maria, il marchese Giulio Carlotti. Questa scelta creò aspre controversie tra i nuovi proprietari e Antonio Pompei, discendente del ramo dell'Isolo di Sotto, che pretendeva l'eredità della famiglia per diritti di nascita. Il conflitto venne risolto nel 1860, attraverso una convenzione con la quale il conte Antonio Pompei rinunciava alle sue pretese sui beni della famiglia e la villa passa definitivamente nelle mani dei marchesi Carlotti.
Durante la prima guerra mondiale, la villa fu requisita dall'esercito italiano e adibita a Scuola Mitraglieri. Alla fine del conflitto, l'edificio venne affidato a Giulio Carlotti, la cui amministrazione tuttavia fu fallimentare e consumò in breve tempo una quota rilevante del patrimonio familiare, tanto che si prospettò l'idea di vendere l'intera struttura. Il fratello Pietro decise quindi di intervenire e, con l'aiuto economico del suocero, riuscì a salvare la villa dalla vendita. Durante la seconda guerra mondiale, il complesso venne nuovamente utilizzato a scopo militare. Inizialmente vi furono depositate alcune opere delle pinacoteche veronesi per salvarle dai bombardamenti. Nell'inverno del 1944, un generale della Repubblica di Salò vi si stabilì con la famiglia per sfuggire ai partigiani e più tardi la villa venne occupata dalla Wehrmacht, che v'installò un ospedale militare. Al termine del conflitto, la villa fu risistemata e tornò ad essere la residenza della famiglia Carlotti. Dopo la morte del marchese Pietro, fu la moglie Nina ad occuparsi del complesso: fece restaurare gli affreschi, la facciata posteriore, il giardino e acquistò numerosi quadri, mobili e statue di enorme valore. Prima di morire, la marchesa concesse in comodato al Gruppo Alpini d'Illasi la vecchia abitazione del cocchiere, annessa alle scuderie della villa, dove ancora oggi è situata la "Baita Alpina".

## Descrizione

### Esterno

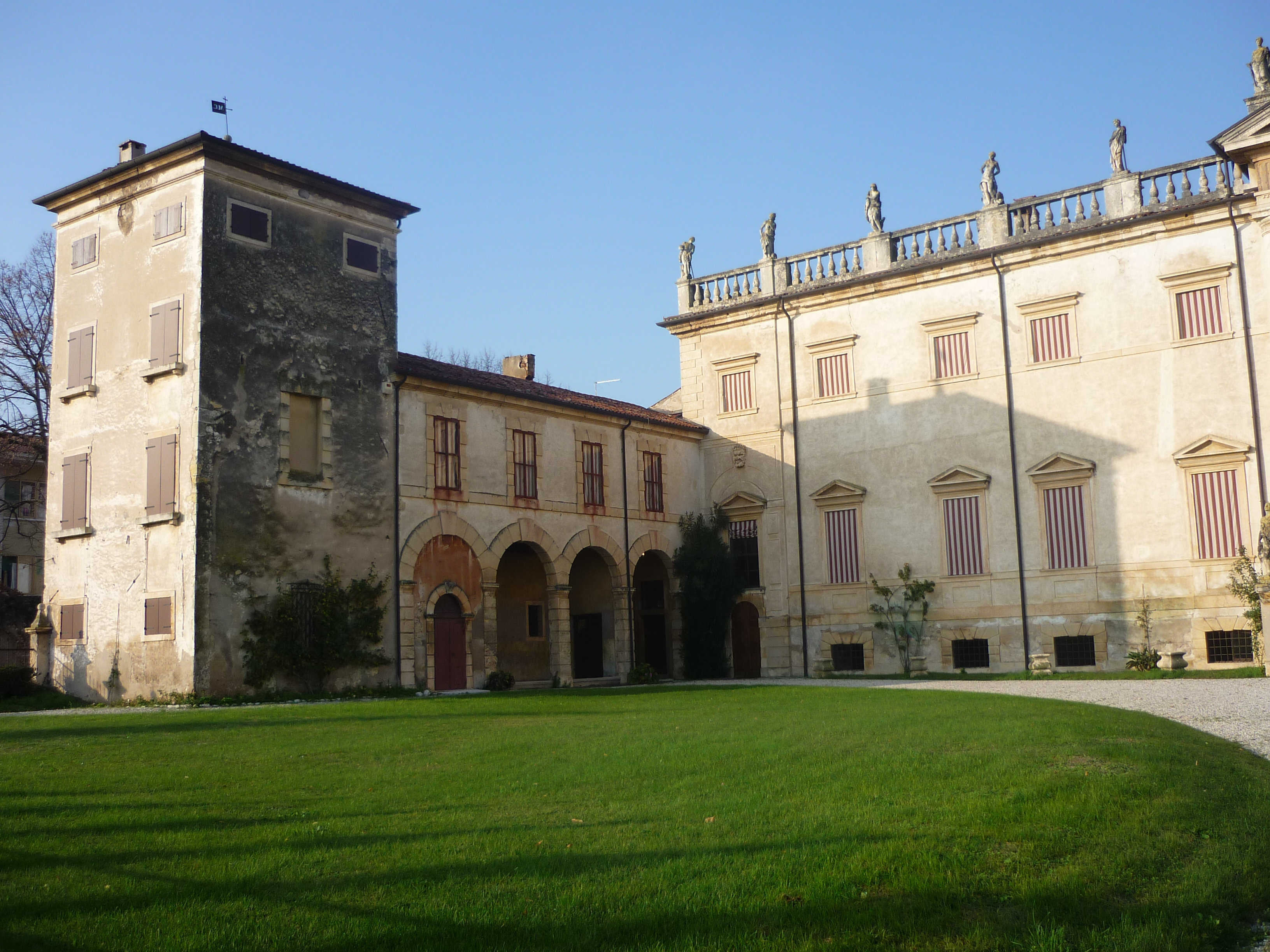
Villa Pompei, Carlotti, ala ovest

Il complesso, con il fronte anteriore rivolto a sud, è costituito da due piani più un piano seminterrato e si compone di un corpo centrale, due corpi perpendicolari e due torrette a base quadrata. Al centro si trova un ampio pronao a quattro colonne doriche sormontato da un timpano triangolare, che si collega ai lati con le due barchesse preesistenti. L'impostazione di questo corpo centrale è palladiana, ma si differenzia dagli altri modelli di questo architetto per lo stile più severo e sobrio che preannuncia, in piena epoca rococò, il neoclassicismo. La struttura della villa evoca l'imponenza di un antico tempio greco, ed è arricchita da balaustre con sculture di Andrea Schiavi.

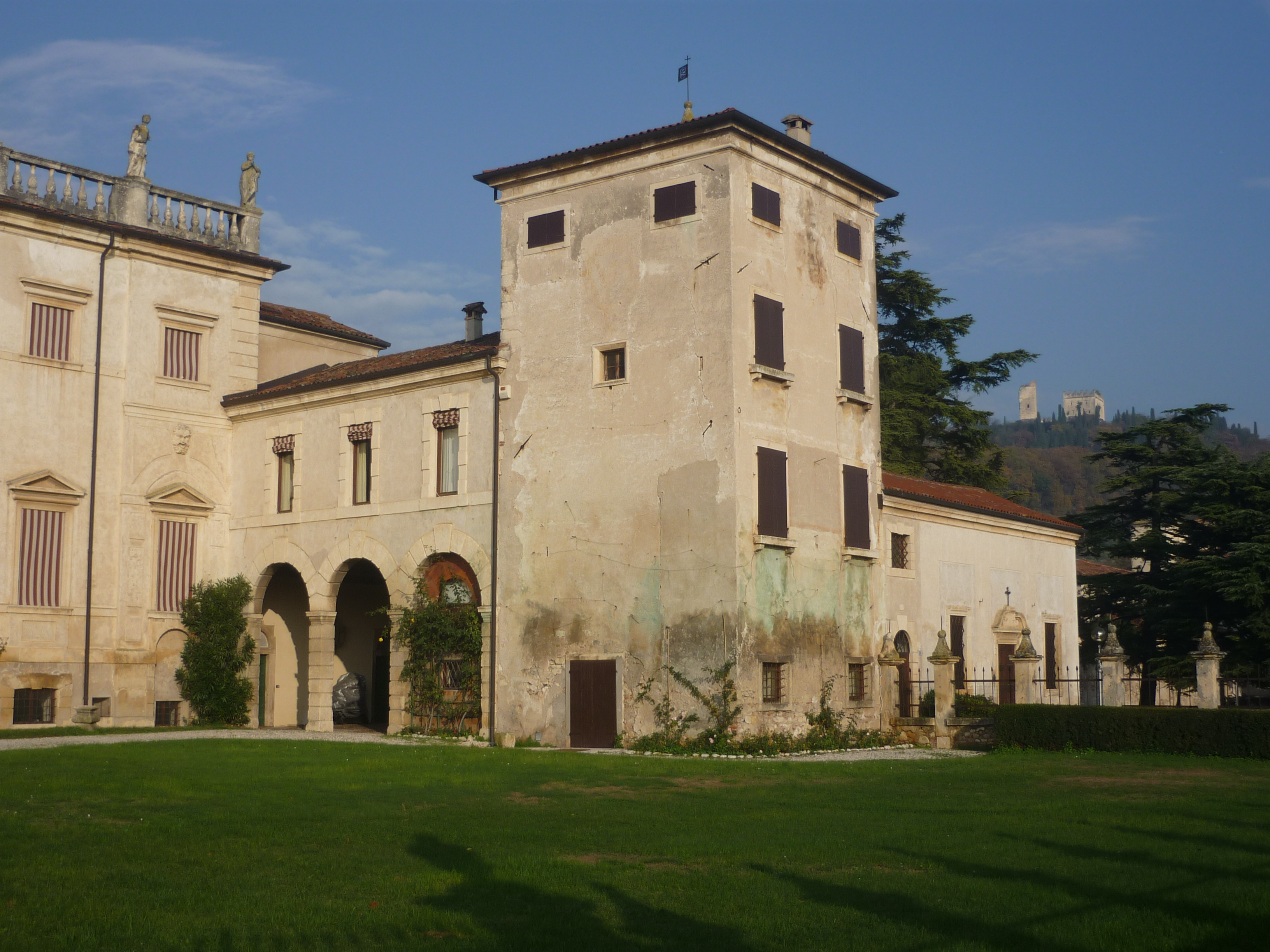
Villa Pompei, Carlotti Illasi ala est

Ai lati della facciata si trovano due torrette quadrate che probabilmente in origine fungevano da colombaie (ospitavano piccioni viaggiatori). Completano il complesso il piccolo oratorio, adiacente alla torretta est, una lunga barchessa, un tempo adibita a scuderia, e infine il vasto giardino all’italiana che circonda la villa. I lavori murari di costruzione furono terminati nel 1737, come testimonia l'architrave della porta; i lavori di decorazione invece proseguirono per alcuni anni.

### Interni
Alessandro Pompei (1705-1772) può essere considerato l'ispiratore e il committente della decorazione degli ambienti interni. Gli affreschi furono affidati ad Antonio Balestra (Verona 1666-1740), famoso pittore veronese che era stato anche maestro dello stesso Alessandro Pompei. Tuttavia, molti altri artisti intervennero nella decorazione degli interni.

#### Il salone centrale
Autore: Antonio Balestra e collaboratori
L'opera principale è costituita dal salone centrale, a cui si accede direttamente dalla facciata. È completamente decorato con un apparato architettonico, diviso in due zone da una cornice marcapiano. Nella parte inferiore si trovano coppie di colonne scanalate, comprendenti dodici dipinti di statue di divinità, che nelle pareti brevi lasciano spazio a due scene della mitologia greca: Ratto di Elena a est e Uccisione di Achille a ovest. Sopra le porte, in cornici ovali: Borea che rapisce Orizia, Ratto di Deianira, Ratto di Europa, Aurora rapisce Cefalo. Sopra le finestre, in cornici sagomate: Arianna abbandonata, Danae e la pioggia d'oro, Leda e il cigno. Nella zona superiore, si trovano dodici putti. Sul soffitto, un'elaborata cornice architettonica celebra il Trionfo di Amore, secondo l'iconologia petrarchesca.

#### Salotto a sud-est e a nord-ovest
Autori: Matteo Brida, Tommaso Porta e Andrea Porta
Gli affreschi di queste sale sono attribuiti a Matteo Brida, uno degli allievi più originali e brillanti di Antonio Balestra. Il salone a sud-est appartiene al ciclo degli affreschi con Storie della vita di Alessandro Magno, tratte dalle Vite parallele di Plutarco. Il salotto a nord-ovest invece celebra le vicende della Gerusalemme liberata, il poema di Torquato Tasso. Gli affreschi evidenziano l'approccio fumettistico di Brida, che interpreta la letteratura attraverso una pittura caricaturale, quasi grottesca.
In epoca successiva, intervennero altri due famosi pittori veronesi, Tommaso Porta (Brescia 1686–Verona 1766) e suo figlio Andrea (1720-1805), i quali dipinsero scene di paesaggi immaginari, comprendenti talvolta anche elementi locali, come ad esempio il castello d'Illasi. I loro affreschi dimostrano un'apertura verso il paesaggio, un bucolico accostamento alla natura tipico di una certa corrente culturale dell'epoca. Tommaso e Andrea Porta provenivano da un ambiente colto, influenzato dall'Accademia dell'Arcadia della quale Scipione Maffei aveva fondato già nel 1705 la Colonia Veronese, cui faceva parte lo stesso Girolamo Pompei. Lavandaie, contadini, viandanti, pescatori, boschi, rocce e cascate sono i protagonisti delle scene dipinte, secondo il tipico repertorio di gusto arcadico.

#### Salotto a nord e a sud (biblioteca)
Autori: Antonio Cavaggioni e altri

Gli affreschi di questi ambienti sono dedicati alla mitologia greca. Le scene infatti ritraggono le vicende di Venere, Apollo, Aurora, Eros, Crono e altre divinità. Appare evidente la vicinanza dell'autore ai modelli di Antonio Balestra, sia nella ricostruzione delle pose e dei volti, sia nell'uso della tecnica pittorica, attraverso stesure più chiare per ottenere l'effetto chiaroscuro.